# Villa Gamba (Livorno)
Villa Gamba, nota anche come Villa Niccolai Gamba o Villa del Giardino, è una storica residenza suburbana di Livorno, sita tra il quartiere di Antignano ed il colle di Monteburrone, alla periferia meridionale della città.

## Storia
La villa sorge sui resti di un edificio mediceo (villa "Il Giardino", 1597), originariamente chiuso da una cinta muraria e usato come casino di caccia per la tenuta di Antignano e Montenero.
Nel XVIII secolo passò a Giobatta Gargani e tra il 1769 ed il 1771 vi soggiornò, come ospite, il celebre romanziere scozzese Tobias Smollett, che qui riposò e scrisse il suo The expedition of Humphrey Clinker.
Al contempo la villa divenne proprietà ai marchesi Sampieri dal 1783 fino al 1820, quando il complesso fu ceduto a Giuseppe del fu Gasparo Gamba, un commerciante livornese di origine fiorentina. La villa venne visitata anche dal granduca Leopoldo II.
L'ingegner Niccolai Gamba ne divenne proprietario nel 1926; in seguito passò alla figlia, la contessa Paola Niccolai Gamba.

## Descrizione
L'edificio, completamente circondato da un ampio lotto di terreno tenuto a giardino e dalla macchia mediterranea delle Colline livornesi, presenta una pianta rettangolare e si innalza per due piani fuori terra.
La facciata è posta in asse col viale d'ingresso; essa è articolata per mezzo di finestre rettangolari delimitate da semplici cornici, mentre il centro del prospetto è segnato da un portone arcuato e da un sovrastante balcone sorretto da mensole.
All'interno sono da segnalarsi le stanze, ancora arredate con i mobili del tempo, dove soggiornò lo scrittore Tobias Smollett.
Sul retro, dove si apre il parco, sono visibili i resti delle mura che facevano parte della struttura medicea. Inoltre è presente una cappella e, nei pressi, lo storico Piombanti vi attesta la presenza di due sorgenti d'acqua potabile, utilizzate poi per alimentare la fonte di Antignano.